# GSAT-29
GSAT-29 ist ein kommerzieller Kommunikationssatellit der Indian Space Research Organisation (ISRO).
Er wurde am 14. November 2018 um 11:38 UTC mit einer GSLV Mk III-Trägerrakete vom Raketenstartplatz Satish Dhawan Space Centre in eine geostationäre Umlaufbahn gebracht. Es ist der bisher schwerste geostationäre Satellit der mit einer indischen Rakete ins All gebracht wurde.
Der dreiachsenstabilisierte Satellit ist mit Ka-Band und Ku-Band Transpondern ausgerüstet und soll von der Position 55° Ost aus Indien (einschließlich der Kashmir Region) mit Telekommunikationsdienstleistungen versorgen. Der Satellit ist auch mit einer Q-/V-Band-Nutzlast als Technologie-Demonstrator für die Kommunikation in höheren Frequenzbändern und einer hochauflösende Kamera ausgerüstet. Weiterhin ist ein experimentelles Laserkommunikationssystem zwischen Boden und geostationärer Umlaufbahn an Bord. GSAT-29 wurde auf Basis des Satellitenbus I-3K der ISRO gebaut und besitzt eine geplante Lebensdauer von mehr als 10 Jahren.